# Катане (Долж)
Катане (рум. Catane) — село у повіті Долж в Румунії. Входить до складу комуни Катане.
Село розташоване на відстані 221 км на захід від Бухареста, 54 км на південний захід від Крайови.

## Населення
За даними перепису населення 2002 року у селі проживали 1125 осіб.
Національний склад населення села:
| Національність | Кількість осіб | Відсоток |
| -------------- | -------------- | -------- |
| румуни         | 999            | 88,8%    |
| цигани         | 126            | 11,2%    |

Рідною мовою назвали:
| Мова      | Кількість осіб | Відсоток |
| --------- | -------------- | -------- |
| румунська | 1039           | 92,4%    |
| циганська | 86             | 7,6%     |